# Strife (musikgrupp)
Strife är ett amerikanskt hardcore-band, bildat 1991 i Los Angeles, Kalifornien.

## Biografi
Gruppen bestod ursprungligen av Rick Rodney (sång), Andrew Kline (gitarr), Chad Peterson (bas) och Aaron Rosi (trummor). Bandets första alster blev 7"-singlarna My Fire Burns On och den självbetitlade Strife, båda utgivna 1992. Bandet kontrakterades därefter av Victory Records, som utgav debutalbumet One Truth 1994. Rosi hade nu ersatts av Sid Niesen på trummor. Skivan sålde bra och mottogs även väl bland kritiker. Tillsammans med Earth Crisis och Snapcase utgjorde Strife Victory Records' största band vid denna tidpunkt. År 1995 utgavs singeln Grey och 1996 splitskivan The California Takeover, ett livealbum inspelat i Kalifornien där även nämnda Earth Crisis och Snapcase medverkar.
Med sitt andra album, 1997 års In This Defiance, hade bandet breddat sitt sound. Det hade också utökats med ytterligare en gitarrist, Todd Turnham. Albumet gästades av medlemmar från Fear Factory, Sepultura och Deftones och mottogs väl bland kritiker. Trots framgången splittrades gruppen 1998. Som skäl angavs kreativa meningsskiljaktigheter samt utmattning. Året efter utgavs ett samlingsalbum, Truth Through Defiance, med bland annat tidigare outgivet material.
Efter några sporadiska välgörenhetskonserter återförenades bandet permanent 2001 och släppte sitt tredje album Angermeans. På skivan blandande bandet metal med hardcore i ökad utsträckning än tidigare och ansågs av många vara en mer fokuserad och mogen skiva än föregångarna. Gruppen hade också lämnat den straight edge-livsstil som utmärkt den tidigare. Skivan följdes av bandets första större turné på fyra år.
Efter nästan tio års frånvaro av skivsläpp utgavs gruppens fjärde studioalbum Witness a Rebirth 2012. Bandet hade nu lämnat Victory Records till förmån för 6131 Records och Sid Niesen hade ersatts av Igor Cavalera på trummor.

## Medlemmar

### Nuvarande
- Igor Cavalera – trummor
- Andrew Kline – gitarr
- Chad Petersen – bas
- Rick Rodney – sång
- Todd Turnham – gitarr

### Tidigare
- Mike Hartsfield – ?
- Mike Machin – gitarr
- Pepe Magana – trummor
- Sid Niesen – trummor
- Aaron Rosi – trummor

## Diskografi

### Album
- 1994 – One Truth
- 1997 – In This Defiance
- 1999 – Truth Through Defiance
- 2001 – Angermeans
- 2012 – Witness a Rebirth

### Singlar/EP
- 1992 – My Fire Burns On
- 1992 – Strife
- 1995 – Grey
- 2013 – Demo Days

### Medverkan på samlingsalbum (urval)
- 1996 – The California Takeover

### Fotnoter
1. 1 2 3 4 5 6  ”Greg Prato”. Allmusic.com. http://www.allmusic.com/artist/strife-mn0000941516. Läst 5 januari 2013.
2. 1 2 3  ”Strife”. Discogs.com. http://www.discogs.com/artist/Strife. Läst 5 januari 2013.
3. ↑  ”One Truth”. http://www.discogs.com/Strife-One-Truth/release/994950. Läst 5 januari 2013.
4. 1 2 3  ”Strife”. Punknews.org. http://www.punknews.org/bands/strife. Läst 5 januari 2013.
5. ↑  ”In This Defiance”. Discogs.com. http://www.discogs.com/Strife-In-This-Defiance/release/705315. Läst 5 januari 2013.
6. 1 2  ”Angermeans”. Allmusic.com. http://www.allmusic.com/album/angermeans-mw0000015697. Läst 5 januari 2013.
7. ↑  ”Witness a Rebirth”. Discogs.com. http://www.discogs.com/Strife-Witness-A-Rebirth/release/4078488. Läst 5 januari 2013.